# REAS Euskadi
REAS Euskadi Red de Economía Alternativa y Solidaria, es una asociación sin ánimo de lucro formada por diferentes entidades relacionadas con la economía solidaria reunidas para construir una economía más sostenible, justa e inclusiva.

## Historia
Nació en 1997 con el fin de reivindicar la economía en sus diferentes facetas (producción, financiación, comercio y consumo) como medio -y no como fin- al servicio de la sostenibilidad de la vida.

## Sede
La sede de REAS Euskadi se encuentra en la Plaza Harrobia número 4, en el barrio de San Francisco de Bilbao, en el Ekonopolo, Polo de Economía Social y Solidaria, iniciativa impulsada por el ayuntamiento de Bilbao y REAS Euskadi, .

## Actividades
Desarrolla actividades de intercooperación, formación y sensibilización, interlocución social e institucional y trabajo en red con otras organizaciones y plataformas. Así mismo impulsa iniciativas y herramientas para el crecimiento de un mercado social alternativo, la construcción de organizaciones habitables desde una perspectiva feminista, la implantación de una auditoría social propia, la promoción de políticas públicas transformadoras o el desarrollo de servicios para el emprendizaje social y cooperativo.

## Socias
REAS Euskadi está formada por 125 entidades socias con diferentes formas jurídicas: cooperativas, asociaciones, empresas de inserción, redes, etc, relacionadas con la economía solidaria y el consumo responsable.

## Premios y reconocimientos
- 2016 Premio Elkarlan por el proyecto “Mercado Social, otra economía para una vida mejor”.[8]